# Pycnodictya zinae
Pycnodictya zinae är en insektsart som beskrevs av Boris Petrovich Uvarov 1949. Pycnodictya zinae ingår i släktet Pycnodictya och familjen gräshoppor. Inga underarter finns listade i Catalogue of Life.